# Hans Martin Jahns
Hans Martin Jahns (* 3. Juni 1941 in Holzminden; † 5. November 2017 in Bad Homburg) war ein deutscher Biologe und ein Spezialist für die Morphologie, Entwicklung, Ökologie und Systematik von Flechten. Er war insbesondere bekannt für sein erstmals 1980 erschienenes Buch Farne, Moose, Flechten, das in zahlreiche europäische Sprachen übersetzt wurde.
Sein botanisch-mykologisches Autorenkürzel lautet Jahns.
Hans Martin Jahns studierte von 1960 bis 1967 Biologie an der Philipps-Universität Marburg und schloss dort die erste Phase seiner Ausbildung ab mit dem Erwerb des Doktor-Grads durch eine Dissertation über Untersuchungen zur Entwicklungsgeschichte der Cladoniaceen. Danach siedelte er in die Niederlande um, wo er am Botanischen Institut der Universität Groningen arbeitete, zuletzt als Geschäftsführender Direktor. 1973 wechselte er auf eine Botanik-Professur an der Universität Frankfurt am Main, wo er sich 1975 habilitierte. 1987 wurde Jahns an die Heinrich-Heine-Universität Düsseldorf berufen. In Düsseldorf forschte und lehrte Jahns bis zu seinem Ruhestand im Jahr 2006 und war dort Geschäftsführender Leiter des Botanischen Institutes und Direktor des Botanischen Gartens Düsseldorf.
In einem Nachruf der Universität Düsseldorf hieß es: „Das Buch Lichenes.  Eine Einführung in die Flechtenkunde. (Henssen & Jahns, 1974) galt als Meilenstein in der Entwicklungsmorphologie der Flechten und fand in Fachkreisen weltweit höchste Anerkennung. Sein Buch Farne, Moose, Flechten (Jahns, 1980) wurde in viele Sprachen übersetzt und stellte mit seinen exzellenten Fotos einen Vorläufer der heutigen, populärwissenschaftlichen Naturführer dar.“
Hans Martin Jahns war mit der Historikerin Sigrid Jahns verheiratet.

## Schriften (Auswahl)
- Farne, Moose, Flechten Mittel-, Nord- und Westeuropas. BLV, München, Wien und Zürich, 4., durchgesehene Auflage 1995, ISBN 978-3-405-13458-7.
- mit Christiaan van den Hoek und David G. Mann: Algen. Thieme, Stuttgart und New York, 3., neu bearbeitete Auflage 1993, ISBN 978-3-13-551103-0.
- mit Aino Henssen: Lichenes. Eine Einführung in die Flechtenkunde. Thieme, Stuttgart 1974, ISBN 978-3-13-496601-5.
- Untersuchungen zur Entwicklungsgeschichte der Cladoniaceen. Unter besonderer Berücksichtigung des Podetien-Problems. Marburg, Naturwissenschaftliche Fakultät, Dissertation vom 31. Januar 1968. Unter gleichem Titel erschienen in: Nova Hedwigia. Band 20, Nr. 1, 1970.

## Belege
1. ↑  Prof. i. R. Dr. Hans Martin Jahns verstorben. (Memento vom 18. November 2017 im Internet Archive). Nachruf, im Original publiziert auf uni-duesseldorf.de vom 14. November 2017.
2. ↑  Jahns, Hans Martin (1941–2017). Eintrag beim IPNI, zuletzt abgerufen am 8. Mai 2022.
3. ↑  Traueranzeige in der Frankfurter Rundschau Nr. 265 vom 15. November 2017, S. 36.

| Personendaten    | Personendaten            |
| ---------------- | ------------------------ |
| NAME             | Jahns, Hans Martin       |
| KURZBESCHREIBUNG | deutscher Botaniker      |
| GEBURTSDATUM     | 3. Juni 1941             |
| GEBURTSORT       | Holzminden               |
| STERBEDATUM      | 5. November 2017         |
| STERBEORT        | Bad Homburg vor der Höhe |